# ポストヒューマニズム
ポストヒューマニズム（またはポスト・ヒューマニズム。「ヒューマニズムの後」または「ヒューマニズムの超越」を意味する）とは、大陸哲学と批判理論における概念で、21世紀の思想における人間中心主義の存在に対する反応である。ポストヒューマン化（ポストヒューマニゼーション）とは、「社会の構造、力学、または意味に何らかの形で貢献する『自然の』生物学的ヒト以外の成員を社会が含むようになるプロセス」である。
ポストヒューマニズムは、以下を含む多様な分野を網羅している。
- アンチヒューマニズム: 伝統的なヒューマニズムと、人間性、活力、および行為能力に関する伝統的な考え方を批判する理論の一分野[3]。
- 文化的ポストヒューマニズム: ヒューマニズムの基本的な前提とその遺産を批判する文化理論の一分野[4]。「人間」と「人間の本質」という歴史的概念を検証し、疑問を投げかけ、人間の主体性や身体性に関する典型的な概念に異議申し立てをすることが多い[5]。現代の科学技術的知識に常に適応するものを開発するために、「人間の本質」という「古風な」概念を超えようと努力する[6]。
- 哲学的ポストヒューマニズム: 文化的ポストヒューマニズムに基づく哲学的方向性[7]。哲学的側面は、道徳的関心の輪を広げ、主体性をヒトという種を超えて拡張することの倫理的意味合いを検証する[5][8]。
- ポストヒューマン的条件: 批判理論家による人間の条件（人間性）の脱構築[9]。
- 実存的ポストヒューマニズム: ポストヒューマニズムを存在の実践として捉える[10]。その源泉は、不二一元論、道教、禅宗などの非二元論的なグローバル哲学、ヨガの哲学[11]、大陸実存主義、土着の認識論、スーフィズムなどから引き出されている。人間の存在の実践の身体化された歴史を掘り下げることで、「人間」であることという覇権的な概念を検証し、異議申し立てし、それによって人間性についての考察を拡張する。
- ポストヒューマン的トランスヒューマニズム: ポストヒューマニズム哲学に基づく、トランスヒューマニズムのイデオロギーと運動。「ポストヒューマンの未来」を実現するために、不死を可能にし、人間の知的、身体的、心理的能力を大幅に向上させる技術を開発し、利用できるようにすることを目指す[12]。
- AIによる支配: 人間が強化されるのではなく、最終的には人工知能に取って代わられるというトランスヒューマニズムの変種。ニック・ランドを含む一部の哲学者や理論家は、人間は技術的特異点の結果として最終的な終焉を受け入れるべきだという見解を推進している[13]。これは、「コスミズム」の考え方に関連しており、たとえそれが人類の終焉を伴うとしても、強い人工知能の構築を支持する。彼らの見解では、「人類が進化をちっぽけな人間のレベルで凍結させてしまうとしたら、それは宇宙的な悲劇であろう」ためである[14][15][16]。
- 自発的人類絶滅: この場合は人間がいない未来である「ポストヒューマンの未来」を求める[17]。

## 哲学的ポストヒューマニズム
哲学者セオドア・シャッキーは、哲学的な種類のポストヒューマニズムには2種類あると示唆している。
1つ目は、彼が「客観主義」と呼ぶもので、ヒューマニズムに蔓延する主観性、または間主観性を過度に重視することに対抗しようとするものであり、人間以外のエージェントの役割を重視する。それが動植物であろうと、コンピューターであろうと、その他の物であろうと、「人間と人間以外のものは互いに相互に決定する」と宣言し、「（いくつかの）対象が人間の活動や概念化から独立している」とも主張するからである。
2つ目のポストヒューマニズムは、「個人（または個々の主体）よりも実践を優先すること」であり、彼らは、個人は実践によって構成されると述べている。
哲学者ハーマン・ドイエヴェールトによって提唱された3番目の種類のポストヒューマニズムがあるかもしれない。彼はそれを「ポストヒューマニズム」とは呼ばなかったが、ヒューマニズムの内在的批判を行い、ヒューマニズム、スコラ哲学、ギリシャ思想のいずれも前提としない哲学を構築し、異なる宗教的基盤から出発した。ドイエヴェールトは、人間とその他すべての存在、行動、生活、発生などを可能にするものとして、法と有意味性を優先した。「意味は創造されたすべてのものの存在である」とドイエヴェールトは書き、「私たちの自己の本質でさえある」。人間と人間以外のものは同様に、共通の法の側面に従って機能し、それは多様であり、多くの異なる法圏または側面で構成されている。人間と人間以外のものの時間的存在は多面的である。たとえば、植物と人間の両方が生物学的側面で機能する身体であり、コンピューターと人間の両方が形成的および言語的側面で機能するが、人間は美的、法的、倫理的、信仰的側面でも機能する。ドイエヴェールト版は、人間以外のエージェントにも様々な側面で独自の主体機能を認めており、側面の機能を重視しているため、客観主義版と実践版の両方を組み込み、統合することができる。

## 哲学的ポストヒューマニズムの出現
文学研究の理論家イハブ・ハッサンはかつて、「ヒューマニズムが自らをポストヒューマニズムと呼ぶしかないものに変容させるにつれて、ヒューマニズムは終焉を迎えるかもしれない」と述べた。この見解は、20世紀後半に思想と実践のいくぶん多様だが補完的な領域で発展してきたポストヒューマニズムのほとんどの潮流に先行するものである。たとえば、ハッサンは、理論的著作の中で社会におけるポストモダニティに明確に言及していることで知られる学者である。ポストモダニズム研究を超えて、ポストヒューマニズムは様々な文化理論家によって発展し、展開されてきた。それはしばしば、ヒューマニズムと啓蒙思想に内在する問題のある前提への反動としてである。
ハッサンを補完し、対比する理論家には、ミシェル・フーコー、ジュディス・バトラー、サイバネティクス研究者のグレゴリー・ベイトソン、ウォーレン・マカロック、ノーバート・ウィーナーなど、他に、ブルーノ・ラトゥール、ケアリー・ウルフ、エレイン・グレアム、キャサリン・ヘイルズ、ベンジャミン・H・ブラットン、ダナ・ハラウェイ、ペーター・スローターダイク、ステファン・ローレンツ・ソルグナー、エヴァン・トンプソン、フランシスコ・バレーラ、ウンベルト・マトゥラーナ、ティモシー・モートン、ダグラス・ケルナーなどがいる。「ポストヒューマン的状態」について書いたロバート・ペペレルのような哲学者もこれらの理論家に含まれており、この用語はしばしばポストヒューマニズムの代わりに用いられる。
ポストヒューマニズムは、人間を多くの自然種の1つに戻すことによって古典的ヒューマニズムとは異なり、それによって人間中心主義的な支配に基づくあらゆる主張を拒否する。この主張によれば、人間は自然を破壊したり、倫理的考察においてアプリオリに自然の上に立つ固有の権利を持っていない。人間の知識も、以前は世界の定義的側面と見なされていた、より支配的でない立場に縮小される。人権は、動物の権利およびポストヒューマンの権利と連続体上に存在する。人間の知性の限界と誤りやすさは認められているが、それはヒューマニズムの合理的伝統を放棄することを意味するわけではない。
ポストヒューマン的言説の支持者は、革新的な進歩と新しい技術が、デカルトをはじめとする啓蒙時代の哲学に関連する人々によって提唱された伝統的な人間のモデルを超越したと示唆している。ポストヒューマニズム的な見解は、シェイクスピアの作品にも見られる。ヒューマニズムとは対照的に、ポストヒューマニズムの言説は、人間の現代哲学的理解を取り巻く境界を再定義しようとする。ポストヒューマニズムは、現代の社会境界を超えた思考の進化を表しており、ポストモダンな文脈における真実の探求に基づいている。そうすることで、人間中心主義的な前提が染み込んでいる「人類学的普遍性」を確立しようとする以前の試みを拒否する。最近、批評家たちは、ポストヒューマニズムの出現を現代における重要な瞬間として描写しようとしており、現代小説における主要なポストヒューマン的アイデアの起源、ニーチェにおける起源、または歴史性の危機に対するモダニズム的反応における起源を主張している。
ニーチェの哲学はポストヒューマニズム的であると特徴付けられてきたが、フーコーはポストヒューマニズムを、ヒューマニズムを啓蒙思想と区別する文脈の中に位置づけた。フーコーによれば、この2つは緊張関係にあった。ヒューマニズムは規範を確立しようとし、啓蒙思想はヒューマニズム的思考によって構築された境界を含む、物質的なすべてを超越しようとしたからである。ポストヒューマニズムは、啓蒙思想によるヒューマニズムの境界への挑戦に基づき、人間のドグマ（人類学的、政治的、科学的）の様々な前提を拒否し、人間であることの意味についての思考の性質を変えようとすることで次のステップに進む。これには、複数の言説（進化論的、生態学的、技術的）において人間を脱中心化するだけでなく、それらの言説を検証して、人間性と人間の概念に関する内在的なヒューマニズム的、人間中心主義的、規範的概念を明らかにする必要がある。

## 現代のポストヒューマン言説
ポストヒューマニズム言説は、人間であることの意味を検証し、現在の文化的および歴史的文脈に照らして「人間」の概念に批判的に疑問を投げかけるための空間を開くことを目指している。キャサリン・ヘイルズは、著書『私たちはどうやってポストヒューマンになったのか』の中で、知的機械とともに進化し続ける中で、ポストヒューマンの異なるバージョン間の闘争について書いている。ポストヒューマン言説の一部の潮流によれば、このような共進化は、身体化された存在の境界を超えて、現実の経験に対する主観的理解を拡張することを可能にする。ヘイルズのポストヒューマン観（しばしば「技術的ポストヒューマニズム」と呼ばれる）によれば、視覚的知覚とデジタル表現は逆説的にますます顕著になる。知覚された境界を脱構築することによって知識を拡張しようとする一方で、知識の獲得を可能にするのはまさにこれらの境界である。現代社会におけるテクノロジーの使用は、この関係を複雑にすると考えられている。
ヘイルズは、現代において私たちの身体化された現実の境界がどのように損なわれてきたか、そして人間の狭義の定義がもはや適用されない理由を明らかにするために、人間の身体を情報に変換すること（ハンス・モラベックが示唆したように）について議論している。このため、ヘイルズによれば、ポストヒューマニズムは身体の境界に基づく主体性の喪失を特徴としている。主体性の変化する概念や、人間であることの意味に関する考え方の混乱など、ポストヒューマニズムのこの潮流は、しばしばダナ・ハラウェイのサイボーグの概念と関連付けられている。しかし、ハラウェイは、他の理論家が人間の生物学的容量を拡張するための技術革新のユートピア的な見解を促進するためにこの用語を使用しているため、ポストヒューマニズム言説から距離を置いている（これらの概念は、より正確にはトランスヒューマニズムの領域に属するものであるが）。
ポストヒューマニズムは広範で複雑なイデオロギーだが、今日そして未来にとって関連性のある意味を持っている。それは、本質的に人間的または生物学的な起源を持たない社会構造を再定義しようと試みるのではなく、意識とコミュニケーションが独自の非身体的存在として潜在的に存在し得る社会的および心理的システムの観点から再定義しようと試みる。結果として、人間の存在を形成する上での現在のテクノロジーの利用と未来に関して疑問が生じ、言語、象徴性、主体性、現象学、倫理、正義、創造性に関して新たな懸念が生じる。

## 技術的ポストヒューマニズムと非技術的ポストヒューマニズム
ポストヒューマニズムは、非技術的な形態と技術的な形態に分類できる。

### 非技術的ポストヒューマニズム
ポストヒューマン化はポストヒューマニズムの学問的方法論と関連がある一方で、それは異なる現象である。学問的アプローチとしての明確なポストヒューマニズムの台頭は比較的最近であり、1970年代後半以降に起こっている。しかし、それが研究対象とするポストヒューマン化のプロセスの中には、古代のものもある。たとえば、非技術的ポストヒューマン化のダイナミクスは、歴史的に、動物がペットとして家族に組み込まれていたすべての社会、または幽霊、怪物、天使、または半神半人の英雄が世界で何らかの役割を果たすと考えられていたすべての社会に存在していた。
このような非技術的ポストヒューマン化は、神話や文学作品だけでなく、神殿、墓地、動物園、または自然の生きている生物学的ヒトではないが、それでもなお特定の社会の中で何らかの役割を果たしていると見なされていた準人間または超人間的存在が住んでいる、または使用していると見なされていた他の物理的構造物の構築にも現れている。哲学者フランチェスカ・フェランドによれば、「スピリチュアリティという概念は、ポストヒューマンに対する私たちの理解を劇的に広げ、技術的技術（ロボット工学、サイバネティクス、バイオテクノロジー、ナノテクノロジーなど）だけでなく、存在の技術も調査することを可能にする」。

### 技術的ポストヒューマニズム
技術的ポストヒューマン化のいくつかの形態は、遺伝子工学またはニューロサイバネティック増強に関連する技術の開発と応用を通じて、人間の社会的、心理的、または物理的構造と行動を直接変更しようとする努力を含む。このような形態のポストヒューマン化は、たとえばサイボーグ理論によって研究されている。他の形態の技術的ポストヒューマン化は、ソーシャルロボットの配備、または人間とポストヒューマン化社会のメンバーとして協力し、相互作用できる汎用人工知能、認知ロボティクス、または他のエンティティを開発しようとする試みを通じて、間接的に人間社会を「ポストヒューマン化」する。
技術的ポストヒューマン化のダイナミクスは、長い間サイエンス・フィクションの重要な要素であった。サイバーパンクなどのジャンルは、それらを中心的な焦点としている。ここ数十年で、技術的ポストヒューマン化は、学者や政策立案者からもますます注目を集めるようになってきている。技術的ポストヒューマン化の拡大と加速する力は、多様で相反する反応を生み出してきた。一部の研究者は、ポストヒューマン化のプロセスを、人類にとってより有意義で高度なトランスヒューマニズムの未来への扉を開くものと見なしている。一方で、他の生保守主義的な批判は、そのようなプロセスが人間社会の断片化、意味の喪失、テクノロジーの力への服従につながる可能性があると警告している。

### 共通の特徴
技術的および非技術的ポストヒューマン化のプロセスはどちらも、そのメンバーシップの輪が他のタイプのエンティティを含むように拡張され、人間の立場が中心から外れるため、人間社会の部分的な「脱人間中心化」をもたらす傾向がある。ポストヒューマニズム研究の共通のテーマは、ポストヒューマン化のプロセスが、「人間対人間以外」、「自然対人工」、「生きている対生きていない」、「生物学的対機械的」などの単純な二項対立に挑戦または曖昧にする方法である。

## トランスヒューマニズムとの関係
社会学者のジェームズ・ヒューズは、この2つの用語の間にはかなりの混乱があるとコメントしている。ロバート・ラニッシュとステファン・ソルグナーは、ポストヒューマニズムとトランスヒューマニズムに関する著書の序文で、この混乱の原因について、ポストヒューマニズムはしばしばトランスヒューマニズムと批判的ポストヒューマニズムの両方を含む包括的な用語として使用されると述べている。
どちらの主題も人類の未来に関連しているが、人間中心主義に対する見解が異なる。『ポストヒューマニズム』の著者プラモード・ナヤールは、ポストヒューマニズムには、存在論的ポストヒューマニズムと批判的ポストヒューマニズムという2つの主要な分野があると述べている。存在論的ポストヒューマニズムはトランスヒューマニズムと同義である。この主題は「ヒューマニズムの強化」と見なされる。トランスヒューマニズムの思想は、人間はまだポストヒューマンではないが、多くの場合技術の進歩と応用による人間の強化が、ポストヒューマンになるための道筋であることを示唆している。トランスヒューマニズムは、世界の中心としてホモ・サピエンスに焦点を当てたヒューマニズムを維持するが、人間の進歩への不可欠な助けとしてテクノロジーも考慮する。しかし、批判的ポストヒューマニズムはこれらの見解に反対している。批判的ポストヒューマニズムは、「人間の例外主義（人間はユニークな生き物であるという考え）と人間の道具主義（人間は自然界を支配する権利を持っているという考え）の両方を拒否する」。人間の重要性に関するこれらの対照的な見解は、2つの主題の主な違いである。
また、トランスヒューマニズムは、批判的ポストヒューマニズムよりも、特にSFにおいて、大衆文化に深く根付いている。この用語は、プラモード・ナヤールによって「映画と大衆文化のポップ・ポストヒューマニズム」と呼ばれている。

## 批判
一部の批評家は、トランスヒューマニズムを含むすべての形態のポストヒューマニズムには、それぞれの支持者が認識しているよりも多くの共通点があると主張している。これらの異なるアプローチを結びつけ、ポール・ジェームズは、「重要な政治的問題は、事実上、この立場が人間という存在のカテゴリーを歴史の排水口に流してしまうことを許容していることだ」と示唆している。
これは存在論的に重大である。「ポスト」が以前の人間であることの意味の終わりを推測しない（単に近代の支配の終わり）「ポストモダニズム」の命名とは異なり、ポストヒューマニズムは、すべて存在論的変動性において人間が、単なる個人やコミュニティの雑多な共同配置として私たちに関する何か不特定なものを救うという名目で消滅するという深刻なゲームをしている。
しかし、人文科学と芸術における一部のポストヒューマニズムは、トランスヒューマニズム（ジェームズの批判の矛先）を批判している。その理由の一部は、パフォーマンス哲学者シャノン・ベルによれば、トランスヒューマニズムが啓蒙ヒューマニズムと古典的自由主義の多くの価値観、すなわち科学主義を取り込み、拡張しているためである。
利他主義、相互主義、ヒューマニズムは、自由資本主義を支える柔らかくぬるぬるした美徳である。ヒューマニズムは常に搾取の言説に統合されてきた。植民地主義、帝国主義、新帝国主義、民主主義、そしてもちろんアメリカの民主化である。トランスヒューマニズムの深刻な欠陥の1つは、人間のバイオテクノロジー的強化に自由主義的人間的価値観を取り入れていることである。ポストヒューマニズムは、自己と他者、本質、意識、知性、理性、行為能力、親密さ、生命、身体性、アイデンティティ、身体に関する新しい理解を実行を通じて発展させようとする、はるかに強力な批判的優位性を持っている。
現代の多くの思想指導者は、ポストヒューマニズムによって記述されるイデオロギーの性質を受け入れている一方で、この用語に懐疑的な人もいる。『サイボーグ宣言』の著者ハラウェイは、ポストヒューマニズムとの哲学的一致を認めているものの、この用語を明確に拒否している。ハラウェイは代わりに、人間と共存する人間以外の存在を指す「コンパニオン種」という用語を選択している。
人種の問題は、ポストヒューマニズムへの「転換」の中で疑わしいほどに回避されていると主張する人もいる。「ポスト」と「ヒューマン」という用語はすでに人種的意味合いを帯びていると指摘し、批判的理論家ザキヤ・イマン・ジャクソンは、ポストヒューマニズムにおける人間を「超える」衝動は、フランツ・ファノン、エメ・セゼール、ホーテンス・スピラーズ、フレッド・モーテンを含む「黒人によって生み出された人間性の実践と批判」をあまりにもしばしば無視していると主張している。このような「超える」モードが判読可能で実行可能になる概念的根拠を問い詰め、ジャクソンは、「黒人性は、ポストヒューマニズムが誘うまさに人間以外の混乱および／または混乱を条件付け、構成する」ことを観察することが重要であると主張している。言い換えれば、たとえば科学的人種差別の永続的な遺産において、人種一般、特に黒人性は、人間と人間以外のものの区別が行われるまさにその用語を構成していることを考えると、「超える」へのジェスチャーは、実際には「長い間挑戦されてきたヨーロッパ中心主義的超越論主義に私たちを戻す」。ポストヒューマニズムの学問は、特徴的な修辞技法のため、1980年代と1990年代にポストモダニズムの学問に対して一般的に行われたのと同じ批判の対象となることが多い。

## 関連ページ
- Bioconservatism
- Cyborg anthropology
- ポストヒューマン (人類進化)
- Superhuman
- Technological change
- Technological transitions
- トランスヒューマニズム
- 無条件的加速主義
- ゼロ加速主義

## 参照
1. 1 2  Ferrando, Francesca (2013). “Posthumanism, Transhumanism, Antihumanism, Metahumanism, and New Materialisms: Differences and Relations”. Existenz. ISSN 1932-1066 2014年3月14日閲覧。.
2. ↑  Gladden, Matthew (2018). Sapient Circuits and Digitalized Flesh: The Organization as Locus of Technological Posthumanization (second ed.). Indianapolis, IN: Defragmenter Media. p. 19. ISBN 978-1-944373-21-4 2018年3月14日閲覧。 Elsewhere (p. 35) in the same text Gladden proposes a longer definition, stating that "The processes of posthumanization are those dynamics by which a society comes to include members other than 'natural' biological human beings who, in one way or another, contribute to the structures, activities, or meaning of the society. In this way, a society comes to incorporate a diverse range of intelligent human, non-human, and para-human social actors who seek to perceive, interpret, and influence their shared environment and who create knowledge and meaning through their networks and interactions."
3. ↑  J. Childers/G. Hentzi eds., The Columbia Dictionary of Modern Literary and Cultural Criticism (1995) p. 140-1
4. ↑  Esposito, Roberto (2011). “Politics and human nature”. Angelaki 16 (3):  77–84. doi:10.1080/0969725X.2011.621222.
5. 1 2 3 4 5 6 7  Miah, A. (2008) A Critical History of Posthumanism. In Gordijn, B. & Chadwick R. (2008) Medical Enhancement and Posthumanity. Springer, pp.71-94.
6. 1 2  Badmington, Neil (2000). Posthumanism (Readers in Cultural Criticism). Palgrave Macmillan. ISBN 978-0-333-76538-8
7. ↑  Ferrando, Francesca (2019-06-27). Philosophical Posthumanism. Bloomsbury Reference Online. ISBN 9781350059498 2019年12月18日閲覧。
8. ↑  Morton, Timothy, 1968 (9 March 2018). Being ecological. Cambridge, Massachusetts. ISBN 978-0-262-03804-1. OCLC 1004183444
9. 1 2  Hayles, N. Katherine (1999). How We Became Posthuman: Virtual Bodies in Cybernetics, Literature, and Informatics. University Of Chicago Press. ISBN 978-0-226-32146-2
10. ↑  Ferrando, Francesca (2024-02-14). The Art of BeingPosthuman. Polity. ISBN 9781509548965 2024年4月25日閲覧。
11. ↑  Banerji, Debashish (2021). “Traditions of Yoga in Existential Posthuman Praxis”. Journal of Posthumanism 1 (2):  1–6. doi:10.33182/jp.v1i2.1777.
12. ↑  Bostrom, Nick (2005). A history of transhumanist thought 2006年2月21日閲覧。.; Oliver Krüger: Virtual Immortality. God, Evolution, and the Singularity in Post- and Transhumanism., Bielefeld: transcript 2021
13. ↑  “The Darkness Before the Right”. 2016年5月17日時点のオリジナルよりアーカイブ。2015年11月28日閲覧。
14. ↑  Hugo de Garis (2002年). “First shot in Artilect war fired”. 2007年10月17日時点のオリジナルよりアーカイブ。 Template:Cite webの呼び出しエラー：引数 accessdate は必須です。
15. ↑  “Machines Like Us interviews: Hugo de Garis” (2007年9月3日). 2007年10月7日時点のオリジナルよりアーカイブ。 Template:Cite webの呼び出しエラー：引数 accessdate は必須です。 “gigadeath – the characteristic number of people that would be killed in any major late 21st century war, if one extrapolates up the graph of the number of people killed in major wars over the past 2 centuries”
16. ↑  “The Artilect War - Cosmists vs. Terrans”. agi-conf.org. 2015年6月14日閲覧。
17. ↑  Torres, Phil (12 September 2017). Morality, foresight, and human flourishing : an introduction to existential risks. Durham, North Carolina. ISBN 978-1-63431-143-4. OCLC 1002065011
18. 1 2 3  Schatzki, T.R. 2001.  Introduction: Practice theory, in The Practice Turn in Contemporary Theory eds. Theodore Schatzki, Karin Knorr Cetina & Eike Von Savigny. pp. 10-11
19. ↑  “Ground Motives - the Dooyeweerd Pages”. Template:Cite webの呼び出しエラー：引数 accessdate は必須です。
20. ↑  Dooyeweerd, H. (1955/1984). A new critique of theoretical thought (Vol. 1). Jordan Station, Ontario, Canada: Paideia Press. P. 4
21. ↑  “'law-side'”. Template:Cite webの呼び出しエラー：引数 accessdate は必須です。
22. ↑  “his radical notion of subject-object relations”. Template:Cite webの呼び出しエラー：引数 accessdate は必須です。
23. ↑  Hassan, Ihab (1977). “Prometheus as Performer: Toward a Postmodern Culture?”. In Michel Benamou, Charles Caramello. Performance in Postmodern Culture. Madison, Wisconsin: Coda Press. ISBN 978-0-930956-00-4
24. ↑  Thiher, Allen (1990). “Postmodernism's Evolution as Seen by Ihab Hassan”. Contemporary Literature 31 (2):  236–239. doi:10.2307/1208589. JSTOR 1208589 2020年12月19日閲覧。.
25. 1 2 3 4  Wolfe, C. (2009). What is Posthumanism? University of Minnesota Press. Minneapolis, Minnesota.
26. ↑  Evans, Woody (2015). “Posthuman Rights: Dimensions of Transhuman Worlds”. Teknokultura 12 (2). doi:10.5209/rev_TK.2015.v12.n2.49072.
27. ↑  Addressed repeatedly, albeit differently, among scholars, e.g. Stefan Herbrechter, Posthumanism: A Critical Analysis (London: A&C Black, 2013), 126 and 196-97. ISBN 1780936907, 9781780936901
28. ↑  “Posthumanism”.   Blackwell Reference Online. 2015年9月22日閲覧。
29. ↑  Herbrechter, S.; Callus, I.; Rossini, M.; Grech, M.; de Bruin-Molé, M.; Müller, C.J. (2022). Palgrave Handbook of Critical Posthumanism. Springer International Publishing. p. 708. ISBN 978-3-031-04958-3 2023年3月20日閲覧。
30. ↑  “Genealogy”. Critical Posthumanism Network (2013年10月1日). 2019年7月30日閲覧。
31. ↑  Wallace, Jeff (December 2016). “Modern”. The Cambridge Companion to Literature and the Posthuman. pp. 41–53. doi:10.1017/9781316091227.007. ISBN 9781316091227 2019年7月30日閲覧。
32. ↑  Borg, Ruben (2019-01-07). Fantasies of Self-Mourning: Modernism, the Posthuman and the Finite. Brill Rodopi. doi:10.1163/9789004390355. ISBN 9789004390355
33. ↑   Posthumanism in the Age of Humanism: Mind, Matter, and the Life Sciences after Kant. Bloomsbury Publishing USA. (4 October 2018). ISBN 9781501335693
34. ↑   The Routledge Handbook of Biopolitics. Routledge. (5 August 2016). ISBN 9781317044079
35. ↑   Philosophical Posthumanism. Bloomsbury. (27 June 2019). ISBN 9781350059481
36. ↑  Cecchetto, David (2013). Humanesis: Sound and Technological Posthumanism. Minneapolis, MN: University of Minnesota Press
37. ↑  Hayles, N. Katherine (5 April 2017). Unthought: the power of the cognitive nonconscious. Chicago: The University of Chicago Press. ISBN 978-0-226-44774-2. OCLC 956775338
38. 1 2  Gane, Nicholas (2006). “When We Have Never Been Human, What Is to Be Done?: Interview with Donna Haraway”. Theory, Culture & Society 23 (7–8):  135–158. doi:10.1177/0263276406069228.
39. ↑  Herbrechter, Stefan (2013). Posthumanism: A Critical Analysis. London: Bloomsbury. ISBN 978-1-7809-3690-1After referring (p. 3) to "the current technology-centred discussion about the potential transformation of humans into something else (a process that might be called 'posthumanization')," Herbrechter offers an analysis of Lyotard's essay "A Postmodern Fable," in which Herbrechter concludes (p. 7) that "What Lyotard's sequel to Nietzsche's fable shows is that, on the one hand, there is no point in denying the ongoing technologization of the human species, and, on the other hand, that a purely technology-centred idea of posthumanization is not enough to escape the humanist paradigm."
40. 1 2 3  Gladden, Matthew (2018). Sapient Circuits and Digitalized Flesh: The Organization as Locus of Technological Posthumanization (second ed.). Indianapolis, IN: Defragmenter Media. ISBN 978-1-944373-21-4 2018年3月14日閲覧。
41. 1 2 3 4  Herbrechter, Stefan (2013). Posthumanism: A Critical Analysis. London: Bloomsbury. ISBN 978-1-7809-3690-1
42. ↑  Graham, Elaine (2002). Representations of the Post/Human: Monsters, Aliens and Others in Popular Culture. Manchester: Manchester University Press. ISBN 0-8135-3058-X
43. ↑  Ferrando, Francesca (2016). “Humans Have Always Been Posthuman: A Spiritual Genealogy of the Posthuman”. In Banerji, Debashish. Critical Posthumanism and Planetary Futures (1st ed.). New York: Springer. pp. 243–256. ISBN 9788132236375 2018年8月8日閲覧。
44. ↑  The Cyborg Handbook (1995). Chris Hables Gray, editor. New York: Routledge. ISBN 9780415908498.
45. ↑  Moravec, Hans (1988). Mind Children: The Future of Robot and Human Intelligence. Cambridge: Harvard University Press. ISBN 0-674-57618-7
46. ↑  Kurzweil, Ray (2005). The Singularity is Near: When Humans Transcend Biology. New York, NY: Penguin. ISBN 9781101218884
47. ↑  Bostrom, Nick (2008). “Why I Want to Be a Posthuman When I Grow Up”. In Gordijn, Bert; Chadwick, Ruth. Medical Enhancement and Posthumanity. Springer Netherlands. pp. 107–137. ISBN 978-1-4020-8851-3 2018年8月16日閲覧。
48. ↑  Fukuyama, Francis (2002). Our Posthuman Future: Consequences of the Biotechnology Revolution. New York, NY: Farrar, Straus, and Giroux. ISBN 9781861972972
49. ↑  Ferrando, Francesca (2013). "Posthumanism, Transhumanism, Antihumanism, Metahumanism, and New Materialisms: Differences and Relations." Existenz: An International Journal in Philosophy, Religion, Politics, and the Arts 8 (2): 26-32. ISSN 1932-1066. Ferrando notes (p. 27) that such challenging of binaries constitutes part of "the post-anthropocentric and post-dualistic approach of (philosophical, cultural, and critical) posthumanism."
50. 1 2  Ranisch, Robert (January 2014). Post- and Transhumanism: An Introduction 2016年8月25日閲覧。.
51. ↑  “Boundary Work: Post- and Transhumanism, Part I, James Michael MacFarlane” (2014年12月23日). 2016年8月25日閲覧。
52. ↑  Umbrello, Steven (2018-10-17). “Posthumanism” (英語). Con Texte 2 (1):  28–32. doi:10.28984/ct.v2i1.279. ISSN 2561-4770.
53. 1 2 3  K., Nayar, Pramod (2013-10-28). Posthumanism. Cambridge. ISBN 9780745662404. OCLC 863676564
54. ↑  Cary., Wolfe (2010). What is posthumanism?. Minneapolis: University of Minnesota Press. ISBN 9780816666157. OCLC 351313274
55. ↑  Wolfe, Cary (2010). What is Posthumanism?. U of Minnesota Press. ISBN 9780816666140
56. ↑  Deretić, Irina; Sorgner, Stefan Lorenz, eds (2016-01-01) (英語). From Humanism to Meta-, Post- and Transhumanism?. doi:10.3726/978-3-653-05483-5. ISBN 9783653967883 2020年10月8日閲覧。
57. ↑  Umbrello, Steven; Lombard, Jessica (2018-12-14). “Silence of the Idols: Appropriating the Myth of Sisyphus for Posthumanist Discourses” (英語). Postmodern Openings 9 (4):  98–121. doi:10.18662/po/47. hdl:2318/1686606. ISSN 2069-9387.
58. ↑  Winner, Langdon (2005). “Resistance is Futile: The Posthuman Condition and Its Advocates”. In Harold Bailie, Timothy Casey. Is Human Nature Obsolete?. Massachusetts Institute of Technology, October 2004: M.I.T. Press. pp. 385–411. ISBN 978-0262524285
59. ↑  James, Paul (2017). “Alternative Paradigms for Sustainability: Decentring the Human without Becoming Posthuman”. In Karen Malone; Son Truong; Tonia Gray. Reimagining Sustainability in Precarious Times. Ashgate. p. 21
60. ↑  Zaretsky, Adam (2005). Bioart in Question. Interview..  オリジナルの2013-01-15時点におけるアーカイブ。 2007年1月28日閲覧。.
61. ↑  Zaretsky, Adam (2005). Bioart in Question. Interview..  オリジナルの2013-01-15時点におけるアーカイブ。 2007年1月28日閲覧。.
62. 1 2 3  Jackson 2015, p. 216.
63. ↑  Jackson 2015, p. 217.

### 引用
- Jackson, Zakiyyah Iman (June 2015). “Outer Worlds: The Persistence of Race in Movement 'Beyond the Human'”. GLQ: A Journal of Lesbian and Gay Studies 21 (2-3: Queer Inhumanisms):  215–218. Via Project Muse

(要購読契約).